# Macaranga hageniana
Macaranga hageniana là một loài thực vật có hoa trong họ Đại kích. Loài này được Gilli mô tả khoa học đầu tiên năm 1979 publ. 1980.